# Marta Marco Viñas
Marta Marco y Viñas (n. Badalona, 1976) es una actriz española. Ha trabajado en teatro, cine y televisión, Su interpretación más recordada es la serie Ventdelplà, El coronel Macià y Xtrems.
Hija del también actor Lluís Marco y de Neus Viñas, su hermano es el exjugador y entrenador de baloncesto Carles Marco. Estudió al Instituto Badalona VII (1990-1994), durante estos años decidió ser actriz. Después se formó el Instituto del Teatro, y mientras  estudiaba debutó en los 19 años en unas funciones de commedia dell'arte al Mercado de las Flores. Sin embargo, su debut oficial fue en 2000 al Teatre Lliure a la obra Fashion Feeling Music. Desde entonces ha participado a numerosas producciones, tanto de teatro, cine y televisión.
Desde 2015 hasta 2018 tuvo un papel en la serie Merlí de Tv3.

## Filmografía principal

### Cine
- 2003: Soldados de Salamina
- 2004: Mala uva
- 2006: El coronel Macià, en el papel de Eugènia Lamarca
- 2006: Cosas que pasan
- 2007: Fuerte Apache
- 2009: Xtrems
- 2011: Meublé La Casita Blanca

### Televisión
- 2002: Psico express
- 2003: Dieciséis dobles
- 2009: 90-60-90
- 2005-2010: Ventdelplà
- 2010-2011: Gavilanes
- 2015: Citas
- 2015-2018: Merlí

## Obras de teatro
- 2000: La filla del mar, en el papel de Mariona
- 2000: Tierra baja, en el papel de Marta
- 2001: Unas polaroids explícitas
- 2003: La perritxola, en el papel de La Perritxola
- 2003: Romeu y Julieta
- 2004: El censor
- 2004: Teatro sin animales
- 2005: Un matrimonio de Boston
- 2006: El malentendido
- 2007: Móvil
- 2008: El círculo de tiza caucasià
- 2009: Mi nombre es Rachel Corrie, basada en los diarios de Rachel Corrie
- 2009: La Casa de Bernarda Alba
- 2011: El misántropo
- 2015: El curios incident del gos a mitjanit
- 2016: Dansa d'agost
- 2017: Les noies de Mossbank Road